# Hans Petter Moland
Hans Petter Moland (* 17. Oktober 1955 in Oslo) ist ein norwegischer Filmregisseur und Drehbuchautor.

## Leben
Moland studierte von 1974 bis 1978 Filmregie am Emerson College in den USA. Während der Studienzeit lernte er seine Ehefrau Elizabeth Pacini kennen, die mit ihm nach Norwegen zog. Sie haben drei Kinder, ließen sich jedoch 1992 scheiden. Heute ist er mit Maria Sødahl verheiratet, mit der er ebenfalls drei Kinder hat. Moland arbeitete zunächst als Werbefilmer. Für seine Werbefilme wurde er mehrfach ausgezeichnet. 1993 gab er sein Debüt als Filmregisseur mit dem Film Secondløitnanten. Sein Film The Beautiful Country mit Nick Nolte, Tim Roth und Bai Ling nahm am Wettbewerb der Berlinale 2004 teil. Sein Film Ein Mann von Welt mit Stellan Skarsgård in der Hauptrolle lief im Wettbewerb der Berlinale 2010. Mit Skarsgård hatte er zuvor bereits bei zwei Filmen zusammengearbeitet, bei dem Filmdrama Kjærlighetens kjøtere, das 1996 den norwegischen Filmpreis Amanda gewann, und bei dem Roadmovie Aberdeen. 2019 spielte Skarsgård auch in seinem Film Pferde stehlen die Hauptrolle. Der Film wurde unter anderem in zehn Kategorien für die Amanda nominiert und gewann diese Auszeichnung für den besten Film, beste Regie, beste Kamera, beste männliche Nebenrolle und die beste Filmmusik.
Der 2019 veröffentlichte Film Hard Powder (Cold Pursuit), zugleich die Neuverfilmung seines eigenen Werks Einer nach dem anderen, ist Molands erste Hollywood-Filmproduktion. Im August 2025 gewann er den Ehrenpreis beim norwegischen Filmpreis Amanda.

## Filmografie
- 1993: Secondløitnanten
- 1995: Kjærlighetens kjøtere
- 2000: Aberdeen
- 2002: Folk flest bor i Kina (Episode: AP)
- 2002: De beste går først (Kurzfilm)
- 2004: The Beautiful Country
- 2006: Genosse Pedersen (Gymnaslærer Pedersen)
- 2010: Ein Mann von Welt (En ganske snill mann)
- 2012: Når boblene brister (When Bubbles Burst)
- 2014: Einer nach dem anderen (Kraftidioten)
- 2016: Erlösung (Flaskepost fra P)
- 2019: Pferde stehlen (Ut og stjæle hester)
- 2019: Hard Powder (Cold Pursuit)
- 2024: Absolution